# Korva (ö i Finland)
Korva är en ö i Finland. Den ligger i sjön Saimen och i kommunen Taipalsaari i den ekonomiska regionen  Villmanstrands ekonomiska region  och landskapet Södra Karelen, i den södra delen av landet, 210 km nordost om huvudstaden Helsingfors. Öns area är 4,7 hektar och dess största längd är 310 meter i sydväst-nordöstlig riktning.